# Anton Seelos
Anton Toni Seelos, né le 4 mars 1911 à Seefeld et mort le 1er juin 2006, est un skieur alpin autrichien.
Il fut l'inventeur de la technique du parallélisme des skis et entraîneur de Christl Cranz et de l'équipe de France.

## Biographie
Anton Seelos entraîne en 1950 l'équipe de Suède de ski alpin.

## Palmarès

### Championnats du monde
| Épreuve / Édition               | Descente | Slalom  | Combiné                          |
| ------------------------------- | -------- | ------- | -------------------------------- |
| Mondiaux 1931 Mürren            | 15e      | Argent  | Épreuve inexistante à cette date |
| Mondiaux 1932 Cortina d'Ampezzo | 6e       | 4e      | 5e                               |
| Mondiaux 1933 Innsbruck         | 10e      | Or      | Or                               |
| Mondiaux 1935 Mürren            | 9e       | Or      | Or                               |
| Mondiaux 1938 Engelberg         | 15e      | Abandon | —                                |

### Arlberg-Kandahar
- Meilleur résultat : 2e place dans le combiné 1930 à Sankt Anton